# 요한의 둘째 편지
요한의 둘째 편지(영어: The Second Epistle of John, 공동번역성서), 요한의 둘째 서간(가톨릭 성경), 요한 2서 혹은 요한이서(개역개정판)는 신약성경을 이루는 책이며, 요한의 첫째 편지, 요한의 셋째 편지와 함께 요한 서신 중 두번째 책이다. 이 책은 성경 전체를 통틀어 내용이 가장 짧으며, 총 13절로 되어 있다.
요한의 서신서들은 모두 고대 그리스-로마 세계의 전형적인 서신 구조를 따른다. 서신은 발신자와 수신자, 인사말로 시작하며, 결말에는 작별 인사가 포함된다. 두 서신 모두에서 저자는 자신을 장로라고 소개한다. 요한의 둘째 서신은 "택하심을 받은 자매와 그의 자녀들"에게 보내졌다고 되어 있는데, 이는 소아시아 지역의 특정 교회를 은유적으로 지칭하는 표현일 가능성이 크다. 한편, 요한의 세째 편지은 가이오라는 인물에게 보내졌는데, 그는 아마도 신자들의 모임을 대표하는 기독교인으로 보인다.
비록 이 서신은 매우 짧지만 교회 초창기부터 널리 퍼져 있었으며, 따라서 저자의 권위가 어느정도 입증된다 여겨진다. 많은 고대 증언들이 이 서신의 저자를 사도 요한으로 귀속시킨다. 폴리카르포스는 자신의 빌립보인들에게 보내는 서신에서 요한의 둘째 서신 7절을 인용한 것으로 보인다. 이레네오는 요한의 둘째 서신 7절과 11절을 언급하며 이를 요한의 작품으로 간주하였다. 테르툴리아누스는 같은 본문을 암시적으로 언급하였다. 알렉산드리아의 클레멘스 역시 요한의 첫째 서신을 "더 큰 서신"이라고 언급하며 다른 작은 서신들을 알고 있었음을 암시한다.
3세기에서 5세기 사이, 알렉산드리아의 디오니시우스, 아타나시우스, 아우구스티누스와 같은 교부들은 이 서신을 인용하며 요한의 작품으로 확립하였다. 그러나 초기에는 이 서신의 정경성에 대한 일부 의심이 있었다. 오리게네스와 에우세비우스는이 서신을 정경으로 인정하긴 했지만 논쟁이 있다고 언급했다. 히에로니무스도 이 서신의 진위를 인정했지만, 의심이 존재했음을 언급하였다. 이러한 의심은 히에라폴리스의 파피아스가 언급한 "장로 요한"이라는 인물이 사도 요한과 별개의 인물일 수 있다는 가능성에서 비롯되었을 가능성이 있다.
요한의 둘째 서신의 13절 중 7절은 요한의 첫째 서신에 이미 포함되어 있다. 이 서신은 수신자의 경건함을 칭찬하며, 거짓 교사에 대해 경계할 것을 권고한다. 서신에서 강조되는 주된 경고는 예수 그리스도가 육체로 오셨음을 부인하는 자들에 대한 것이다. 이는 다음과 같은 구절에서 드러난다. “많은 미혹하는 자가 세상에 나왔나니 이는 예수 그리스도께서 육체로 오심을 부인하는 자라. 이런 자가 미혹하는 자요 적그리스도니”(요한이서 1:7). 이는 이 서신이 작성된 시기에 이미 예수의 인성을 부정하는 가현설적 기독론이 존재했음을 나타낸다.
일부 학자들은 이 서신에서 나타나는 영지주의적 신학에 대한 반박이 서신의 저작 시기가 기독교 정통성에서 주장하는 시기보다 늦을 가능성을 시사한다고 본다. 초기 영지주의와 기독교의 관계는 불명확하며, 관련 문헌이 부족하여 이 서신이 작성된 맥락을 정확히 밝히기는 어렵다. 다만, 이 서신에서 보이는 강력한 반박은 이러한 이단적 관점이 당시 상당한 영향력을 가지고 있었음을 시사한다.
요한의 둘째 서신은 요한의 셋째 서신과 언어적으로 매우 유사하며, 두 서신의 저자가 동일인일 가능성이 크다. 그러나 요한복음, 요한의 첫째 서신, 요한계시록의 저자와 동일인인지에 대해서는 논쟁이 지속되고 있다.

## 받는 사람
요한의 둘째 서신은 "택하심을 받은 부녀와 그의 자녀들"이라는 수신자에게 전해지며, 마지막 절에서 "택하심을 받은 네 자매의 자녀들이 네게 문안하느니라"라는 말로 끝난다. 서신은 수신자의 경건함을 칭찬하고, 거짓 교사들에 대한 경고를 포함하고 있다.
"택하심을 받은 부녀"는 종종 교회를 은유적으로 표현한 것으로 해석된다. 여기서 "교회"는 믿는 자들의 전체 공동체이자 특정 지역 교회를 의미한다. "자녀들"은 해당 지역 교회의 구성원으로 간주된다. 마지막 절에서 등장하는 "택하심을 받은 네 자매의 자녀들"은 다른 교회를 가리키는 표현으로 해석된다. "택하심을 받은 자들"이라는 표현은 복음을 믿고 그리스도를 따르는 사람들을 지칭하는 흔한 용어로, 이는 서신에서 교회가 수신자로 설정되었음을 지지한다.  성서학자 아모스 와일더(Amos Wilder)는 서신의 내용을 통해 이 서신이 특정 개인이 아닌 교회 전체를 대상으로 쓰였음을 보여준다고 분석하였다.
반면 특정 개인에게 보내졌다고 보는 견해도 있다. 아타나시우스는 "부인"이라는 뜻의 그리스어 단어 키리아(Kyria)가 실제로 이름일 수 있다고 제안하였다. 이러한 해석은 《영의 직역 성경(Young’s Literal Translation)》과 같이 일부 번역에서 반영되었다. 이름이 명시되지 않은 개인일 가능성도 제안되었으며, 특정 개인의 신원을 보호하기 위해 일부러 일반적인 대명사를 사용한 것으로 분석하기도 한다.
또, 예수의 어머니 마리아를 수취인으로 보기도 본다. 요한복음 19장 26-27절에서 예수는 십자가 위에서 "사랑하는 제자"에게 마리아를 맡긴다. 이 해석에서 "자녀들"은 예수의 형제들(야고보, 요셉, 시몬, 유다)과 마리아의 자매를 지칭한다고 본다. 흥미롭게도 요한복음에서는 마리아가 이름으로 언급되지 않는데, 이는 이 서신이 마리아를 지칭하면서도 그녀의 이름을 드러내지 않았을 가능성을 암시한다. 이러한 해석은 서신의 작성 연대를 현대 학자들이 일반적으로 추정하는 시기보다 훨씬 이른 시기로 설정하게 한다.

## 저자
요한의 둘째 편지는 요한의 첫째 편지, 요한의 셋째 편지와 공통적인 특징을 가지고 있다. 편지의 저자 역시 셋째 편지와 마찬가지로  "장로" 또는 "노인"(그리스어: ὁ πρεσβύτερος, 호 프레스뷔테로스)이라는 이름으로 스스로를 소개한다. 전통적으로, 예수의 제자인 세베대의 아들인 사도 요한이 요한복음, 요한서신, 요한계시록을 모두 작성한 것으로 여겨졌다. 이 주장은 180년경 리옹의 주교 이레네오에 의해 처음 기록되었다.
그러나 현대 성서학에서는 이 전통적인 관점이 도전받고 있으며, 오늘날 많은 학자들은 이 가설을 받아들이지 않는다. 요한서신의 저자에 대한 여러 가설이 제기되었으며, 저자가 누구인지에 대한 논쟁은 현재까지 이어지고 있다.
요한의 둘째 서신과 셋째 서신이 동일한 인물에 의해 쓰였다는 점은 부정되지 않고, 첫째 서신 역시 같은 저자에 의해 쓰였다고 보는 이들이 많다.  만약 이 저자가 요한복음의 저자인 복음사가 요한이나, 적어도 사도 요한이 아니라 하더라도, 요한 공동체의 일원으로, 요한복음 편집에 관여했거나 알려지지 않은 교회의 장로였을 가능성이 제기된다. 특히, 130년경 히에라폴리스의 파피아스가 언급한 소아시아의 장로 요한이 유력한 후보로 종종 언급되지만,  이를 증명할 만한 직접적인 증거는 없다.
서신의 저자는 경험이 풍부하며, 수사학에 대한 교육을 받은 흔적이 보이고, 편지 작성법에 능숙하다. 그는 유대, 그리스와 요한 공동체적 특징을 모두 혼합하여 사용하며, 뛰어난 수사적 기법을 보여준다. 성서학자 비르거 올손(Birger Olsson)은 이 서신이 단순히 그리스어로 작성된 것뿐 아니라, 그리스적 사고방식을 포함하고 있음을 지적한다. 따라서 "장로"의 제자가 이 서신을 작성했을 가능성이 있으며, 이것이 저자가 "장로"라는 표현을 사용한 이유가 될 수 있다고 본다.
이 서신이 작성된 장소로 가장 자주 언급되는 지역은 소아시아이며, 특히 에페소스가 유력한 후보지로 여겨진다.

## 편집 시기
요한의 세 서신은 모두 비슷한 시기에 작성된 것으로 추정된다. 일반적으로 이 서신들은 10년 이내의 간격으로 작성되었다고 여겨진다. 요한복음과 요한서신은 거의 동시에, 비슷한 맥락에서 작성되었으며, 실제로 유사한 신학적 문제들을 다룬다.
요한서신이 작성된 순서는 알려져 있지 않지만, 요한복음의 최종 편집 시기와 밀접한 관련이 있는 것으로 보인다. 따라서 요한복음의 최종 편집이 이루어진 시기로 추정되는 서기 100년경 또는 90년대 중반에 요한서신도 작성되었을 가능성이 크다. 요한의 둘째 서신은 일반적으로 서기 95년에서 100년 사이에 작성된 것으로 간주된다. 이는 요한복음과 요한서신이 공유하는 신학적 주제와 문체적 유사성을 기반으로 한 추정이다.

## 내용

### 배경
사도들의 글이 지금처럼 한데 묶여 경전으로 이루어지기 전인 초기 기독교 시기에, 기독교인들은 선교 여행자들이 가르치는 교리를 판단할 수 있는 기준을 가지고 있지 못했다. 교리는 교회들 사이를 여행하는 수많은 교부들에 의해 가르쳐지고 있었는데, 그들 중 일부는 사도의 가르침과 다른 교리를 주장하였다. 신약의 대부분은 이러한 잘못된 가르침들을 올바로 세우기 위한 목적에서 작성되었다. 이 편지도 그와 마찬가지의 목적으로 작성된 것으로, 예수가 육체를 입고 오지 않았다는 가현설을 주장하는 자들에 대한 요한의 염려를 나타내고 있다.

### 개요
- 첫인사. 1-3절
- 사랑의 계명. 4-6절
- 이단 경계. 7-11절
- 끝인사. 12-13절

### 첫인사 1-3절

#### 본문 (요한이서 1:1-3)
1장로는 택하심을 받은 부녀와 그의 자녀들에게 편지하노니, 내가 참으로 사랑하노라. 나뿐 아니라 진리를 아는 모든 자도 그리하느니라.
2이는 우리 안에 거하며 영원히 함께할 진리로 말미암음이라.
3은혜와 긍휼과 평강이 하나님 아버지와 아버지의 아들 예수 그리스도로부터 진리와 사랑 가운데서 우리와 함께 있으리라.

#### 해설
요한의 둘째 서신은 고대 서신의 전형적인 구조를 따르며, 인사말, 본문, 결말로 구성되어 있다. 이 서신은 특정 기독교 공동체에 권고를 제공하며, 요한의 첫째 서신에서 다룬 주제들을 간략히 반복한다. 주요 내용은 형제애, 계명에 대한 순종(4-6절), 거짓 교사들에 대한 경계(7-11절)이다.
저자는 자신을 "장로"(1절)로 소개한다. "장로"는 문자적으로 "연장자"를 의미하지만, 초기 기독교에서는 지역 교회의 지도자나 사도들이 임명한 인물을 지칭하는 용어로 사용되었다. "장로" 앞에 정관사가 붙어 있는 것은 저자가 수신자들에게 잘 알려진 권위 있는 인물임을 나타낸다. 이는 저자가 사도 요한일 가능성을 뒷받침하는 근거로 여겨진다.
수신자인 "택하심을 받은 부녀"는 비유적으로 특정 지역 교회를 가리킨다고 해석된다. 이 표현은 단순한 개인보다는 공동체를 나타내며, "그의 자녀들"은 해당 교회의 구성원으로 간주된다. "진리"라는 단어는 서신 전체에서 반복적으로 나타나며(1-3절), 이는 예수 그리스도 안에서 이루어진 신적 계시와 기독교 신앙의 핵심 진리를 가리킨다. 또한, 진리는 그리스도인들의 내면적 삶과 행동을 인도하는 원리로 작용한다. "진리 안에서 사랑한다"는 표현은 그리스도 안에서 형제애를 실천하는 것을 의미한다.
5절에서 사도 요한은 형제애와 계명에 대한 순종을 강조한다. 성 베다에 따르면, 이는 단순히 과거의 가르침을 반복하는 것이 아니라, 기독교 신앙의 핵심으로서 사랑의 실천을 다시 한 번 상기시키는 것이다.

### 사랑의 계명 4-6절

#### 본문 (요한이서 1:4-6)
4네 자녀 중에 우리가 아버지께 받은 계명대로 진리 안에서 행하는 자들을 내가 보니 심히 기쁘도다.
5부녀여, 내가 이제 네게 구하노니 서로 사랑하자 하는 것은 새 계명을 쓰는 것이 아니요 처음부터 우리가 가진 것이라.
6또 사랑은 이것이니 우리가 그 계명을 따라 행하는 것이요. 계명은 이것이니 너희가 처음부터 들은 바와 같이 그 가운데서 행하라 하는 것이라.

#### 해설
요한이서 4-6절은 사랑의 계명을 강조하며, 사랑과 진리가 기독교 신앙의 중심임을 상기시킨다. 요한은 예수의 가르침에 따라, 하나님의 계명이 하나님 사랑과 이웃 사랑으로 요약된다고 말한다(마태복음 22:37-39). 이 사랑은 단순히 개인적인 차원에서 머물지 않고 공동체 전체의 연대와 헌신으로 확장된다.
사랑의 계명을 지키지 않거나, 다른 교리를 전파하는 자들은 거짓 교사로 간주된다. 이들은 신앙을 왜곡하고, 교회 내의 사랑과 연대를 훼손하는 이중적인 해악을 끼친다.

### 이단 경계 7-11절

#### 본문 (요한이서 1:7-11)
7미혹하는 자가 세상에 많이 나왔나니 이는 예수 그리스도께서 육체로 오심을 부인하는 자라. 이런 자가 미혹하는 자요 적그리스도니라.
8너희는 스스로 삼가 우리가 일한 것을 잃지 말고 오직 온전한 상을 받으라.
9지키지 아니하고 그리스도의 교훈 안에 거하지 아니하는 자는 다 하나님을 모시지 못하되, 교훈 안에 거하는 자는 아버지와 아들을 모시느니라.
10누구든지 이 교훈을 가지지 않고 너희에게 나아가거든 그를 집에 들이지도 말고 인사도 하지 말라.
11그에게 인사하는 자는 그의 악한 일에 참여하는 자임이라.

#### 해설
이 구절들은 요한의 첫째 서신에서 더 자세히 다루어진 주제들을 요약하고 있다. 저자는 예수 그리스도의 성육신을 부인하는 자들을 미혹하는 자이자 적그리스도로 규정하며, 이를 통해 이단자를 식별하는 기준을 제시한다. 그리스도의 참된 교훈에서 벗어난 자는 하나님과의 관계를 잃게 되며, 교훈 안에 머무르는 자만이 하나님과 아버지와 아들의 관계를 유지한다고 주장한다. 당시 동방 문화에서 환대와 인사는 단순한 예의를 넘어, 연대와 친밀함을 의미했다. 따라서 저자는 이단자들에게 환대하거나 인사하는 행위(10-11절)를 그들의 악행에 동조하는 것으로 간주하며 금지하고 있다. 이는 신자들 사이에서 발생할 수 있는 스캔들을 예방하기 위한 조치로 이해된다.

### 끝인사 12-13절
13절에서 그가 글을 쓰고 있는 교회의 신자들에게 끝인사를 한다.

## 참고 문헌
- Akin, Daniel L. (2001). 《The New American Commentary. 38, 1, 2, 3 John》 (영어). Nashville, Tenn.: Broadman & Holman. ISBN 0-8054-0138-5.
- Brown, Raymond E. (2016). 《An Introduction to the New Testament: The Abridged Edition》 (영어). New Haven & London: Yale University Press. ISBN 9780300173123.
- Ehrman, Bart D. (2013). 《Forgery and counterforgery: the use of literary deceit in early Christian polemics》 (영어). New York: Oxford University Press. ISBN 9780199928033.
- Hartman, Lars (1989). 《En bok om Nya testamentet》 (svenska). Malmö: Liber. ISBN 91-40-61019-5.
- Lockett, Darian R. (2016). 《Letters from the Pillar Apostles: The Formation of the Catholic Epistles as a Canonical Collection》 (영어). Eugene, Or.: Pickwick Publications. ISBN 978-1620327562.
- Olsson, Birger (2008). 《Johannesbreven》 (svenska). Stockholm: EFS-förlaget. ISBN 978-91-7085-104-9.
- Painter, John (2002). 《1, 2, and 3 John》 (영어). Collegeville/Minnesota: The Liturgical Press. ISBN 9780814659731.
- Painter, John (2010). 《The Blackwell Companion to the New Testament》 (영어). Malden, MA: Wiley-Blackwell. ISBN 9781405108256.
- Perkins, Pheme (1989). 《The New Jerome Biblical commentary》 (영어). London: G. Chapman. ISBN 0-225-66588-3.
- Powell, Mark Allan (2009). 《Introducing the New Testament: a historical, literary, and theological survey》 (영어). Grand Rapids, Mich.: Baker Academic. ISBN 9780801028687.
- Schnelle, Udo (1998). 《The History and Theology of the New Testament Writings》 (영어). Minneapolis, MN: Fortress Press. ISBN 0-8006-2952-3.
- Schnelle, Udo (2010). 《Die Johannesbriefe.》 (tyska). Leipzig: Evangelische Verlagsanstalt. ISBN 978-3-374-02756-9.
- van der Watt, Jan G. (2011). 《The Oxford Encyclopedia of the Books of the Bible》 (영어). New York: Oxford University Press. ISBN 9780195377378.
- GEORGE, AUGUSTIN (1983). 《Introducción crítica al Nuevo Testamento (vol. II)》. Barcelona: Herder. ISBN 84-254-1277-3.
- 《Biblia del Diario Vivir - RV 1960》. Colombia: Caribe. 2007. ISBN 978-1-60255-066-7. 이름 목록에서 |이름1=이(가) 있지만 |성1=이(가) 없음 (도움말)